# Oppidum Vladař
Das Oppidum Vladař, auch Oppidum Záhořice genannt, liegt auf dem Berg Vladař in Westböhmen nahe der Ortschaft Záhořice (deutsch: Sahors), heute ein Stadtteil von Žlutice im Bezirk Karlsbad, der sich am rechten Ufer des Flusses Střela (deutsch: Schnella) befindet, bis eine Höhe von 693 Meter aufragt und Teil des Tepler Hochlands ist. Die sichtbaren Wallanlagen umfassen eine Fläche von mehr als 100 Hektar und sind rund 3 km lang.
Überreste von mindestens einer typisch keltischen Zangentoranlage sind im Westen erkennbar, auch im Norden bestand eine Toranlage. Eine ausführliche archäologische Erforschung hat noch nicht stattgefunden, lediglich eine genaue Vermessung wurde 2002 und ein Lidar- bzw. Airborne Laserscan wurde im Jahr 2010 durchgeführt. Lesefunde deuten auf eine Hochzeit der Besiedlung in der späten Bronzezeit, vor allem aber auf das 6. und 5. Jahrhundert vor Chr. hin. Funde der Eisenzeit sind weitgehend unbekannt. Die Toranlage deutet jedoch auf eine Nutzung des Platzes auch während der Latènezeit. Schon wegen der umgrenzten Fläche sollte dies ein vorgeschichtlich bedeutender Platz gewesen sein, ob tatsächlich von einem Oppidum gesprochen werden kann, ist aufgrund der noch fehlenden Zeitstellung in die späte Eisenzeit, noch zu klären.

Grundriss der Anlage auf einer Schautafel